# Lombardzista
Lombardzista (ang. The Pawnbroker) – amerykański dramat filmowy z 1964 roku w reżyserii Sidneya Lumeta. Adaptacja powieści Edwarda Lewisa Wallanta z 1961 roku pod tym samym tytułem. 

## Fabuła
Historia Sola Nazermana – starzejącego się właściciela lombardu w ubogiej dzielnicy Nowego Jorku. Jest to Żyd ocalały z Holocaustu. Nikt nie wie o jego przeszłości, jednak ta z czasem coraz bardziej zaczyna prześladować go we wspomnieniach, czyniąc jego zachowanie irracjonalnym i niezrozumiałym dla otoczenia ("poczucie winy ocalałego")

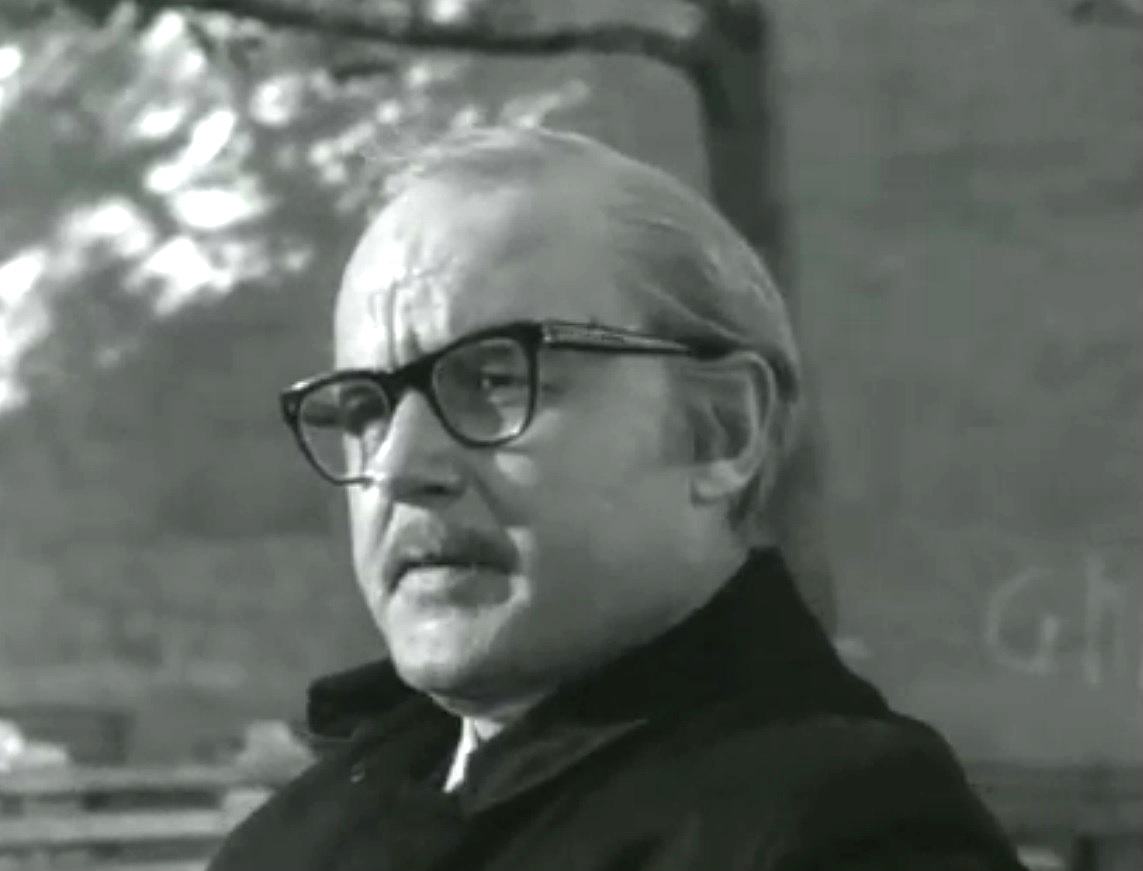
Rod Steiger w tytułowej roli

## Obsada
- Rod Steiger – Sol Nazerman
- Geraldine Fitzgerald – Marilyn Birchfield
- Brock Peters – Rodriguez
- Jaime Sánchez – Jesus
- Thelma Oliver – dziewczyna Jesusa
- Eusebiia Cosme – matka Jesusa
- Marketa Kimbrell – Tessie
- Baruch Lumet – Mendel
- Juano Hernández – Smith
- Linda Geiser – Ruth Nazerman
- Nancy R. Pollock – Bertha
- Raymond St. Jacques – Tangee
- Charles Dierkop – Robinson
- Morgan Freeman – człowiek na ulicy
- Tony Lawrence – policjant

i inni. 

## Zdjęcia
Film kręcony był w Nowym Jorku jesienią 1963 roku. Większość zdjęć miała miejsce na Park Avenue w Harlemie. Niektóre sceny zostały sfilmowane również w Connecticut, Jericho i Lincoln Center (z wewnętrznymi i zewnętrznymi ujęciami nowo wybudowanych apartamentów Lincoln Towers). 

## Premiera
Film miał swoją premierę w czerwcu 1964 roku na Międzynarodowym Festiwalu Filmowym w Berlinie. W Stanach Zjednoczonych został pokazany dopiero rok później (premiera w kwietniu 1965), ze względu na kłopoty z cenzurą, t.j. PCA (Production Code Administration) – organizacji odpowiedzialnej za respektowanie w filmach amerykańskich norm Kodeksu Haysa, według którego pokazywanie nagich kobiet (biusty widoczne w niektórych scenach filmu) było nie dopuszczalne. Ostatecznie został dopuszczony do dystrybucji w Stanach po odwołaniu się Lumeta do MPA. Jej werdykt stworzył precedens na podstawie którego w 1968 roku zniesiono obowiązujący od blisko 30 lat kodeks i zastąpiono go istniejącym do dzisiaj system ograniczeń wiekowych dla widzów. 

## Odbiór
Film spotkał się z bardzo dobrym przyjęciem krytyków. Chwalono aktorstwo, w szczególności kreację Steigera (któremu przyniosła ona nominację do Oscara i nagrodę Srebrnego Niedźwiedzia), ale nie szczędzono pochwał również aktorom drugoplanowym. Bosley Crowther z The New York Timesa nazwał go „niezwykłym obrazem”. Spodobał się również widzom – w pierwszym tygodniu wyświetlania w trzech nowojorskich kinach przyniósł imponujący (jak na tamte czasy) dochód 63 000 dolarów.  
Obecnie uważa się, że Lombardzista odegrał znaczącą rolę w kształtowaniu amerykańskiego kina lat 60.. Był pierwszym amerykańskim filmem ujmującym kwestię traumy holocaustu całościowo tj. ukazującym ją za pomocą wieloaspektowych przeżyć jednostki oraz stanowiącą główny watek filmu. We wcześniejszych produkacjach Hollywood przeżycia ocalałych z Zagłady były ukazywane jedynie marginalnie w stosunku do fabuły filmu lub jako jej tło. W filmie po raz pierwszy w historii Hollywood próbowano również przedstawić sceny ukazujące koszmar funkcjonowania obozów koncentarcyjnych. W rankingu popularnego, filmowego serwisu internetowego Rotten Tomatoes obraz posiada obecnie (2024) wysoką, 87-procentową pozytywną ocenę "czerwonych pomidorów".

## Muzyka
Autorem utrzymanej w konwencji jazzowej ścieżki dźwiękowej do filmu był Quincy Jones (pierwotnie miał to być John Lewis). Był to dla tego znanego w późniejszych latach autora muzyki filmowej debiut w tej dziedzinie. W 1965 roku brytyjska wytwórnia Mercury Records wydała płytę z 10 utworami wchodzącymi w skład ścieżki dźwiękowej filmu. 

## Nagrody i nominacje[11]
| Rok  | Nazwa/Wydarzenie                          | Nagroda/Kategoria                            | Nominowany                    | Rezultat  |
| ---- | ----------------------------------------- | -------------------------------------------- | ----------------------------- | --------- |
| 1966 | Oscar                                     | najlepszy aktor                              | Rod Steiger                   | nominacja |
| 1964 | MFF w Berlinie                            | Złoty Niedźwiedź                             | Sidney Lumet                  | nominacja |
| 1964 | MFF w Berlinie                            | Srebrny Niedźwiedź                           | Rod Steiger                   | nagroda   |
| 1964 | MFF w Berlinie                            | FIPRESCI                                     | Sidney Lumet                  | nagroda   |
| 1966 | Nagroda Bodil                             | Najlepszy Film Nie-Europejski                | Sidney Lumet                  | nagroda   |
| 1967 | BAFTA                                     | najlepszy niebrytyjski aktor pierwszoplanowy | Rod Steiger                   | nagroda   |
| 1967 | BAFTA                                     | United Nations Award                         | Sidney Lumet                  | nominacja |
| 1966 | DGA                                       | najlepsza reżyseria                          | Sidney Lumet                  | nominacja |
| 1966 | Złoty Glob                                | najlepszy aktor w filmie dramatycznym        | Rod Steiger                   | nominacja |
| 1967 | Nagroda Laurela                           | Najlepszy Dramat                             |                               | IV m-ce   |
| 1967 | Nagroda Laurela                           | Najlepsza Męska Rola Dramatyczna             | Rod Steiger                   | nominacja |
| 1965 | NYFCC                                     | Najlepszy Film                               |                               | nominacja |
| 1965 | NYFCC                                     | Najlepszy Aktor                              | Rod Steiger                   | nominacja |
| 1966 | Nagroda Amerykańskiej Gildii Scenarzystów | Najlepszy Scenariusz Dramatyczny             | Morton S. Fine David Friedkin | nagroda   |